# Аня в Стране чудес
«А́ня в Стране́ чуде́с» (рус. дореф. «Аня въ странѣ чудесъ») — перевод Владимира Набокова сказочной повести английского писателя Льюиса Кэрролла «Алиса в Стране чудес» на русский язык, изданный в марте 1923 года. Является одним из первых профессиональных переводов классика русской и американской литератур. Был осуществлён в 1922 году по заказу берлинского эмигрантского издательства «Гамаюн». Писатель работал над ним в Кембридже, где изучал европейскую литературу в местном университете, а после переезда в Германию закончил его в Берлине. После вынужденной эмиграции Набокова из Европы в США перевод способствовал его трудоустройству в Уэлслийский колледж, в библиотеке которого имелся экземпляр издания.
Автор перевода был указан под псевдонимом «В. Сирин», под которым писатель был наиболее известен в его «русский» период. Перевод был вольным, приближенным к культуре и знаниям русских детей и насыщенным российскими реалиями, что продолжало традицию предшественников. Подобный подход Набоков сменил через несколько десятилетий, когда его переводческие работы стали отличаться стремлением к буквализму, точной передаче текста оригинала. На родине писателя перевод был впервые опубликован в 1989 году в Москве и с тех пор неоднократно переиздавался. Критиками он оценивается неоднозначно: наряду с положительными оценками, в том числе признанием его лучшим среди переводов сказки Кэрролла, высказывались и отрицательные мнения. По оценке литературоведов, влияние сказочной повести и отсылки к ней прослеживаются в целом ряде произведений Набокова.

## История создания и публикации

### Предыстория
Русский и американский писатель Владимир Набоков родился в 1899 году в Санкт-Петербурге в состоятельной дворянской семье с англофильскими традициями. С ранних лет владел английским и французским языками. В связи с событиями Гражданской войны весной 1919 года семья эмигрировала из Крыма в Европу, где проживала в Берлине. После этого Набоков поступил в Кембриджский университет, где изучал европейскую литературу, и в свободное время посещал семью в Берлине. В марте 1922 года, после убийства главы семьи политика Владимира Дмитриевича, материальное положение Набоковых значительно ухудшилось. Помогало то, что в связи с низким курсом немецкой марки жизнь в Германии, где обосновались более 100 000 выходцев из России, обходилась дешевле по сравнению с другими центрами эмиграции, в частности с Парижем. В связи с трагическими событиями Владимир в июне 1922 года уехал из Кембриджа, где закончил курс обучения, после чего присоединился к семье в Германии. В декабре 1923 года его родные переселились в Прагу, а он остался в Германии. Там он провёл 14 лет своей жизни до переезда в 1937 году во Францию, откуда в 1940 году, спасаясь от наступающих немецких войск, отправился с женой-еврейкой в США.

### Предшествующие переводы
Сказка «Алиса в стране чудес» Льюиса Кэрролла впервые вышла в свет в издательстве Macmillan and Co в 1865 году. Критики встретили её настороженно, в первую очередь из-за её необычного, абсурдистского характера. Первой российской адаптацией повести Кэрролла стал перевод анонимного автора, вышедший в начале 1879 года под названием «Соня в царстве дива» (рус. дореф. «Соня въ Царствѣ Дива»). Как и первое английское издание, адаптация была оформлена иллюстрациями художника Джона Тенниела, ставшими со временем классическими. Критики встретили «Соню», как и оригинал, отрицательно, в данном случае указывая на орфографические ошибки, дороговизну издания, бессмысленность и бессодержательность, малохудожественность текста. Со временем отношение к оригинальному произведению стало меняться, в том числе и в России, где (не считая набоковский вариант) был выполнен целый ряд переводов на русский язык (1908, 1908—1909, 1909, 1913, 1923, 1924 и многочисленные более поздние версии).

### Работа над переводом
Первый свой перевод (любительский) Набоков осуществил ещё в одиннадцатилетнем возрасте, когда переложил на французский язык александрийским стихом роман «Всадник без головы» (1865) одного из любимых им в детстве писателей — Майна Рида. В 1921 году он закончил перевод (русифицированное название — «Николка Персик») повести «Кола Брюньон» далёкого ему эстетически писателя Ромена Роллана. Стилизованный под старину французский язык оригинала, близкий к народной поэзии, был передан Набоковым при помощи русских архаизированных оборотов. Эта работа дала ему необходимый переводческий опыт, что, по мнению биографа Брайана Бойда, значительно облегчило адаптацию повести английского автора. Исследователи полагают, что обращение Набокова к Кэрроллу, чьё творчество на протяжении жизни переводчика встречало с его стороны благожелательные отзывы, является далеко не случайным. В этой связи обращают внимание на интервью 1966 года Альфреду Аппелю, который по поводу перевода сказал Набокову, что это его первая книга, но любящий точность во всём, чрезвычайно пунктуальный и требовательный писатель его не поправил. В 1971 году в беседе с Полем Суфреном Набоков отметил, что «Алиса в стране чудес» — это «особая книга особого автора со своими каламбурами, каверзами и капризами». Её особенностью является присутствие «вполне прочного и довольно сентиментального мира, скрывающегося за полуотстранённой мечтой». В этом же интервью, на волне интереса к своему знаменитому роману «Лолита» (1955), он открестился от любви к маленьким девочкам (нимфеткам), в отличие от Кэрролла, на подозрительную страсть которого к фотографированию их в тёмных комнатах неоднократно намекал.
Перевод сказки Кэрролла «Алиса в Стране чудес» был заказан берлинским издательством «Гамаюн» («Гамаюнъ»), ориентированным на эмигрантов из России. Получив в качестве аванса 5 долларов США (значительную сумму по тем временам), Набоков поехал домой на трамвае, где решил расплатиться этой банкнотой. Опешивший кондуктор остановил трамвай и выдал сдачу. В англоязычной автобиографии «Память, говори» писатель отмечал, что пять долларов — это были «немалые деньги во времена инфляции в Германии». В русском варианте автобиографии «Другие берега» (1954) он вспоминал, что в начале берлинского периода жизни (1922—1937) литературных гонораров не хватало, и ему приходилось сменить множество занятий: «Я усердно давал уроки английского и французского, а также и тенниса. Много переводил — начиная с „Alice in Wonderland“ (за русскую версию которой получил пять долларов) и кончая всем, чем угодно, вплоть до коммерческих описаний каких-то кранов». Над переводом Набоков работал в Кембридже, а закончил его уже в Берлине. Он написан на основе дореформенной русской орфографии, которой Набоков упорно пользовался в эмиграции, не признавая советские нововведения.

### Издания
Перевод вышел в марте 1923 года в издательстве «Гамаюн». Его автор был указан под псевдонимом «В. Сирин» («В. Сиринъ»), самым известным у писателя. Первые книги Набокова-Сирина вышли в свет в короткий промежуток времени: «Николка Персик» (ноябрь 1922 года), поэтические сборники «Гроздь» (декабрь 1922 года) и «Горний путь» (январь 1923 года), а также «Аня в стране чудес» (март 1923 года). По оценке Бойда, если переводы были встречены одобрительно, то сборники стихов в основном отрицательно, хотя и отмечались некоторые литературные достоинства начинающего приобретать известность автора. В 1976 году нью-йоркское издательство «Dover Publications» выпустило репринтное переиздание оригинальной книги 1923 года, причём без согласования с Набоковым, но с выплатой «символического» гонорара. В 1982 году в американском издательстве «Ардис» (Ardis Publishing) также вышел репринт перевода, но с рисунками Тенниела.
На родине Набокова перевод был впервые опубликован в 1989 году в Москве. В том же году он выходил частями в детском журнале «Искорка» (№ 1—6), причём читателям предлагалось вынуть страницы, скрепить их и таким образом сделать книжку. С тех пор в России вышло более десяти изданий адаптации (1991 — 2, 1992 — 2, 1993 — 1, 1999 — 1, а также избранные стихотворения, 2002 — 1, 2004 — 2, 2007 —1, 2009 — 1, 2010 — 1, 2011 —1). В 2004 году в Москве была издана антология «Аня в стране чудес», состоящая из русских эмигрантских произведений для детей и юношества, куда был помещён и перевод Набокова.

## Приём и критика
В пражском педагогическом журнале «Русская школа за рубежом» после выхода книги была помещена рецензия писателя, педагога Евгения Елачича, критиковавшего первоисточник и его перевод. По его мнению, сказочная повесть представляет собой малохудожественное произведение, насыщенное вымышленными, экстравагантными приключениями. Она нацелена на плохой вкус родителей и неразборчивость юных читателей. К числу недостатков Елачич относил бессмысленность истории: «Остроумие заключается в том, что девочка всё время причудливо меняется в росте, у ней шея вытягивается в несколько метров, потом она становится крошкой и т. д. Многие дети весьма охотно читают такую и для них бесспорную чепуху, танцы омаров с черепахами, игра в крокет, причём ежи служат шарами и фламинго молотками и т. д., и т. д. Но кому же это нужно! Есть ли хоть тень пользы от чтения подобной отнюдь не поэтической чепушинки? Сомневаюсь, но вред в такой книге, по-моему, есть несомненный». Особенно это касается стихов перевода, которые в оригинале основываются на пародиях, литературной игре Кэрролла в отношении хрестоматийных, дидактических, широко известных в английской культуре стихов. Набоков в качестве основы адаптации выбрал русские классические стихи, что, по мнению Елачича, приводит к тому, что дети получают искажённое представление о подлинных литературных шедеврах, в их памяти откладываются нехудожественные пародии, «издевательство». В качестве доказательства своей точки зрения он приводил два примера: «искажённые» Набоковым строки Михаила Лермонтова из «Бородино» и «Казачьей колыбельной песни» («Спи, младенец мой прекрасный…»). В первом случае переводчик основывался на текстах Кэрролла, отсылающих к стихотворению английского классика Роберта Саути «Радости старика, и Как он их заслужил» («You are old Father William? — the young man said»), где молодой человек обращается к старику. В этом случае переводчик выбрал близкие в некотором отношении стихи русского поэта — «Скажи-ка, дядя, ведь недаром…». Во втором случае Кэрролл опирался на произведение американского поэта Дэвида Бейтса «Говорите мягко…». В противоположность оригиналу английский автор «призывал» родителей: «Говорите грубо со своим маленьким ребёнком…» И в этом случае Набоков выбрал не приближённый к тексту сказки перевод, а обратился к «Казачьей колыбельной песни», стилизовав свои стихи под ритмику и рифмы Лермонтова. В заключение Елачич отметал аргумент о том, что такие книги и переводы могут привлечь начинающих читателей к литературе, и призывал родителей «избавить своих детей от засорения их юных мозгов подобною недоброкачественною литературою».
Относительно литературных достоинств переложения существуют полярные суждения: от полностью одобрительного признания («блестящий перевод» — писатель Владислав (Слава) Лён) до полного непринятия («Плохо Набоков перевёл „Алису“, уж давайте так и скажем — плохо» — литературовед Дмитрий Урнов). Писатель и журналист Борис Носик, отмечая литературные достоинства работы Набокова, писал, что он уступает более поздним советским: «Мне показалось, что перевод молодого Набокова очень талантлив, однако не всегда убедителен. Хотя бы потому, что он сделан давно, а живой язык не стоит на месте». В 1970-е годы некоторые набоковеды называли работу лучшим переводом Кэрролла на иностранный язык. Французский литературовед-славист Нора Букс в 1990-е годы привела мнение исследователей, что это один из лучших переводов на русский, включая более поздние. Набоковед Наталья Толстая писала в 1989 году, что это «особенный» перевод, свидетельствующий о «ярком» таланте начинающего автора. Русский писатель Дмитрий Быков в 2008 году (по случаю стодесятилетнего юбилея рождения Кэрролла) заметил, что вариант Набокова «отличный», но «канонический» перевод Нины Демуровой ему представляется «веселей».
Набоков откликнулся на статью «О русском переводе Льюиса Кэрролла Набокова» (Anya in Wonderland: Nabokov’s Russified Lewis Carroll, 1970) американского литературоведа русского происхождения Саймона Карлинского. Писатель отметил, что если бы он обратился к переводу лет на пятнадцать позднее, то у него получилось бы значительно лучше, похвалив в своей работе только стихи и каламбуры. Также он отметил орфографическую ошибку в слове лохань и неверное согласование с ним в переработанном им стихотворении «Черепаховый суп» («Сказочный суп — ты зелен и прян. // Тобой наполнен горячий лохан!»). Вместе с тем позднейшие комментаторы склонны считать это не ошибкой, а вольностью, допущенной ради рифмы «прян — лохан». В таком случае «мужское окончание прилагательного „горячий“ не позволяет говорить о случайной „орфографической ошибке“»). Также Набоков возразил Карлинскому по поводу влияния на него перевода 1909 года Поликсены Соловьёвой в части использования её приёма пародии в одном из мест сказки. Писатель настаивал на том, что это просто совпадение и что вообще он не знаком ни с одним другим русским переводом книги Кэрролла. Его жена Вера также утверждала, что Владимир Владимирович не был знаком с другими переводами повести. Также Набоков отметил то благотворное влияние на его жизнь, которое оказал перевод. Дело в том, что после того как Набоков вынужден был с женой Верой бежать из Франции, он стал искать работу в США. В 1941 году его рекомендовали в Уэлслийский колледж, штат Массачусетс, на введённую специально для него должность лектора по сравнительному литературоведению. «С удовольствием вспоминаю, что одним из обстоятельств, побудивших Уэлсли-колледж предложить мне должность лектора в начале сороковых годов, было присутствие моей редкой „Ани“ в Уэлслийском собрании изданий Льюиса Кэрролла». Из переписки писателя за 1940—1941 года известно, что по его оценке учебное учреждение обратило на него внимание именно из-за его русскоязычного перевода. В 1940 году писатель познакомился с американским литературоведом Гарри Левином и его женой Еленой Зарудной, которая восхищалась творчеством Набокова и ещё в детстве выучила начальный фрагмент из «Ани в стране чудес».

## Художественные особенности
По оценке Бориса Носика, сказка Кэрролла была гораздо ближе к интересам Набокова, чем «Кола Брюньон» Роллана: «И язык здесь был посовременнее, чем у Роллана, да и характер юмора, намёки, скрытые смыслы, все виды словесных игр были ему по душе». В своём переводе писатель стремился адаптировать (одомашнить — по выражению венгерского набоковеда Жужи Хетени) английские бытовые, культурные детали, имена к русским реалиям, продолжив тем самым российские переводческие традиции предшественников. В этом отношении он пошёл дальше, чем в «Николке Персике», где также присутствуют герои с русифицированными именами (Ефим Пташкин, Мартын Тёркин и т. д.), но действие происходит во Франции, в её историко-культурной обстановке.
Набоков опустил авторское стихотворное посвящение Кэрролла, адресованное Алисе и описывающее обстоятельства появления сказки. Такой пропуск стал единственным касательно всех стихотворных вставок оригинала. Литературовед и переводчик произведений Кэрролла Демурова отметила, что, возможно, это было вызвано тем, что эмигрант Набоков не хотел возвращаться к горестным воспоминаниям о покинутой России, так как у английского автора в последней строфе стихотворения содержатся слова о дальних странах и пилигримах, которые, по возвращении «из святых мест, украшали головы венками цветов».
Вообще говоря, в почерке молодого Набокова чувствуется большая сила и накал, однако, может быть, это происходит потому, что он адресует свою книгу детям — и только детям, и вот у него Кролик «семенит», а Алиса, «вихрем сорвавшись», кидается за ним, а он же опять от неё «улепётывает в темноту», дочь старой Рачихи «огрызается», Гусеница «взвивается на дыбы», Голубь «взвизгивает» и т. д. Впрочем, возможно, что таково уж свойство русского языка, гораздо более определённого и эмоционального в окраске отдельных слов?
Действие перенесено на русскую землю, насыщено местными аналогиями, текст соответствует школьным знаниям и интересам русскоязычных детей. Как и в первом русском переводе, Набоков меняет имя главной героини на русское: из Алисы она становится Аней. Демурова предположила, что в этом изменении содержится скрытая отсылка к прозвищу российской императрицы Александры Фёдоровны, расстрелянной большевиками вместе с семьёй и близкими в 1918 году: «„Аликс“ в кругу близких или „Алиса“ в широких кругах простонародья». Подружка Алисы вместо Мейбл стала Асей. На доме Белого Кролика висит табличка: «Дворянин Кролик Трусиков», его служанка зовётся Машей, миля заменена на версту, джем на варенье, в тексте присутствуют многочисленные русизмы: барин, деликатничать, ваше благородие и т. д. Средневековая Англия и король Вильгельм Завоеватель трансформируются в Киевскую Русь и князя Владимира Мономаха соответственно. «Русская» Мышь, попавшая на британские острова вместе с Вильгельмом, осталась в России после поражения французского императора Наполеона в 1812 году. Если Мышь Кэрролла читала книгу по английской истории, то у Набокова — историю Киевской Руси. В эпизоде, когда Алиса неожиданно вырастает и думает о том, как будет «направлять» своим конечностям подарки на Рождество, у Набокова получилось: «Госпоже Правой Ноге Аниной. Город Коврик. Паркетная губерния».
Наталья Толстая выделила мастерское владение словом и звуками, введение неологизмов, каламбуров в духе Кэрролла, но с русской спецификой («Чепупаха» — (чепуха + черепаха), «Я только села на время», — «Время не любит, чтобы на него садились», «Молодой Спрут „всегда был с прутиком“»). Также текст насыщен авторскими поговорками, присказками: «Горчица — не птица», «У каждой пташки — свои замашки». Английские стихотворения были переданы при помощи хрестоматийных текстов российских авторов, при этом смысл оригинала был сохранён. В качестве основы для пародии послужили стихи Александра Пушкина (из поэмы «Цыгане» — «Птичка Божия не знает / Ни заботы, ни труда», «Песнь о вещем Олеге»), Михаила Лермонтова («Бородино», «Казачья колыбельная песня»), шуточная городская песня «Чижик-пыжик».
Демурова также останавливалась на мастерском использовании в переводе каламбуров и аллитераций, что объясняла близостью эстетических интересов Кэрролла и Набокова. Однако, по её оценке, словесные игры молодого Набокова ещё грубоваты, не соответствуют культуре и морали автора-сказочника: «Викторианца Кэрролла, избегающего каких бы то ни было „сальностей“ или физических подробностей типа „сопли“, весьма часто встречающихся у молодого Набокова, верно, покоробило бы от „угреватого носа“, никак не вписывающегося в его поэтику. Заметим тут же, что подробности такого рода нередки в переводе Набокова, впрочем, это не умаляет выразительности придуманных им параллелей». Также Демурова отмечала удачное переложение особенно сложных для перевода логических шуток (так называемых «сдвигов»), которые русский автор «очень чувствует и удачно передаёт — хотя они у него опять звучат несколько более определённо и даже грубо». К числу достоинств переложения она также отнесла умелое использование синтаксиса, более сложного в русском языке. Так, Набоков «разрубает большие периоды» на менее громоздкие русские предложения и таким путём «избегает тяжести, которая неизбежно возникла бы из-за длины русских слов и сложного синтаксиса». Также Демурова заметила в этой ранней работе склонность Набокова к английским калькам, что предвосхищает стилистику более поздних произведений писателя-билингва. Через несколько десятилетий переводческие работы Набокова стали отличаться стремлением к буквализму, точному передаче текста оригинала. Так, роман в стихах Александра Пушкина «Евгений Онегин» был переведён прозой и снабжён подробным комментарием.
Носик, сравнивая «Аню в Стране чудес» и авторский перевод романа «Лолита», назвал первую работу «раскованной», а вторую — «мастеровитой». Демурова, как и некоторые другие исследователи, увидела влияние сказки на творчество классика XX века: «Возможно, что вчитывание в „Страну чудес“ в самом начале творческого пути определило — или, скорее, помогло определить — многие темы зрелого, гениального Набокова. И тема сна — перечитайте подряд конец „Страны чудес“ и финал „Приглашения на казнь“! — и тема зеркал или двойничества, и неотвязный вопрос „Who are you?“, и многое-многое другое. И за это мы должны быть благодарны тому неизвестному нам сейчас человеку, который предложил молодому русскому эмигранту сделать перевод классической детской книжки, написанной скромным английским математиком». Набоковед Мария Маликова предположила, что перевод помог писателю «выработать свой собственный повествовательный стиль, строящийся на разнообразной лингвистической игре и литературных аллюзиях». Исследователи полагают, что в творчестве классика отсылки к сказочной повести присутствуют в нескольких именах его героинь, например, Лолите (Алиса) и Аде (это имя присутствует во второй главе сказки). Американский литературовед-руссист Присцилла Мейер отмечала множественные аллюзии к сказке Кэрролла в тексте первого англоязычного романа Набокова — «Истинная жизнь Себастьяна Найта» (1941). Кроме всего прочего, перевод и этот роман сближает то, что в обоих произведениях автор «совершил как лингвистический, так и культурный перевод своего английского мира на русский». Близки набоковской поэтике взаимодействие между мирами и стихиями, присущими сказке и ряду произведений классика («Соглядатай», «Бледный огонь», «Смерть»). Как полагают исследователи, отсылки к сказочной повести прослеживаются и в других произведениях Набокова, в частности, в романах «Приглашение на казнь», «Пнин», «Под знаком незаконнорождённых», «Просвечивающие предметы».